# 無憂宮公園

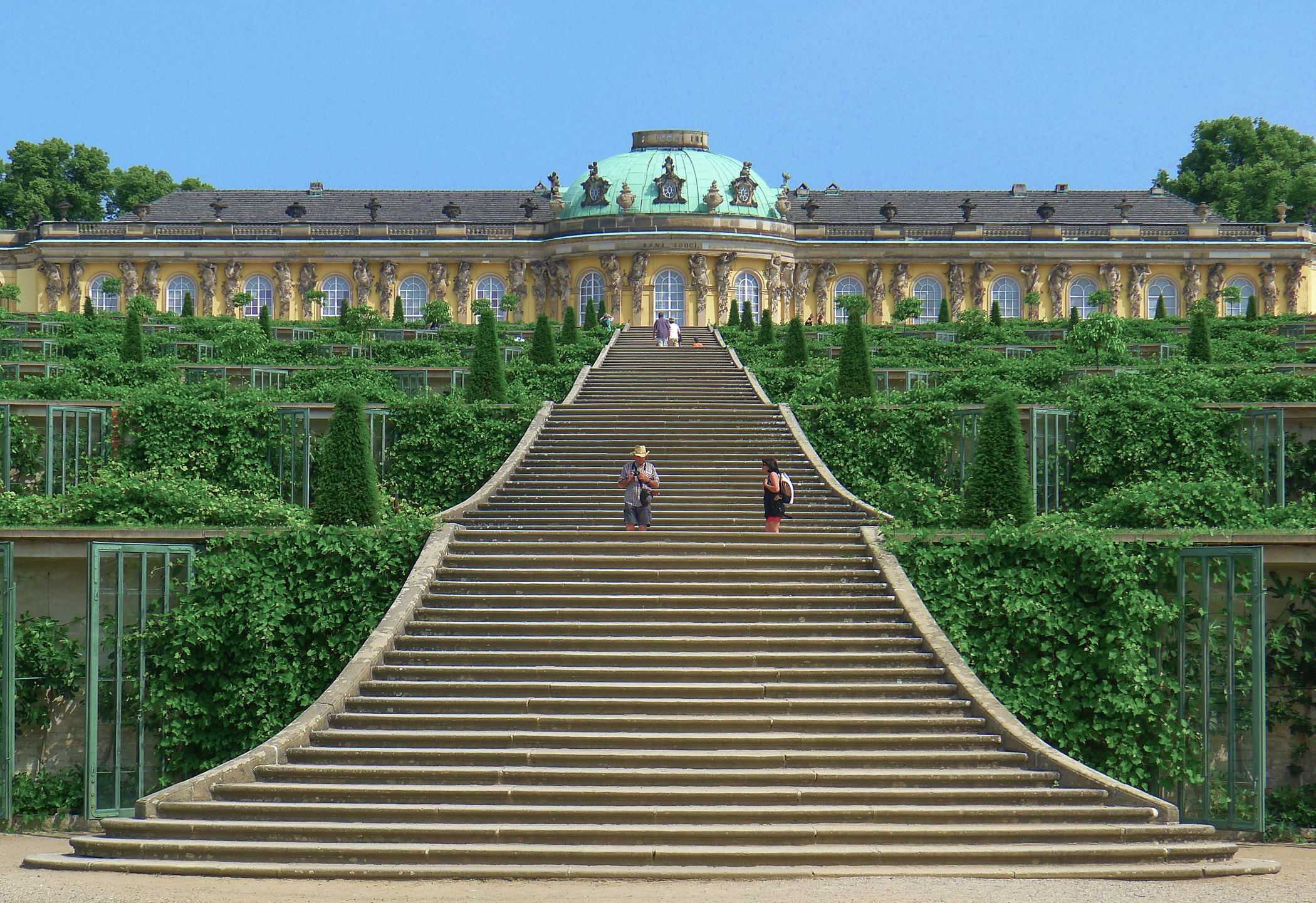

無憂宮公園（Sanssouci Park）是位於德國波茨坦無憂宮附近的一座公園。公園內種植有三千多株果樹，此外公園內還有菜園。除了無憂宮之外，公園內還有眾多知名建築，包括無憂宮畫廊、中國茶屋、友誼亭等無憂宮公園內的建築大多修建於腓特烈二世和腓特烈·威廉四世時期。